# Samantha Welch
Pour les articles homonymes, voir Welch.
Samantha Welch, née le 18 novembre 1995, est une nageuse zimbabwéenne.

## Carrière
Samantha Welch obtient aux Jeux africains de 2011 à Maputo trois médailles d'argent, aux relais 4 x 100 mètres nage libre, 4 x 200 mètres nage libre et 4 x 100 mètres quatre nages, ainsi qu'une médaille de bronze sur 100 mètres brasse,.